# 텔리 사바라스
텔리 사바라스(Telly Savalas, 1922년 1월 21일 ~ 1994년 1월 22일)는 미국의 배우, 가수, 텔레비전 감독, 작가, 감독, 각본가, 라디오 DJ이다.

## 출연 작품
- 고 (1999년)
- 백파이어 (1995년)
- 원죄적 본능 2 (1994년)
- 형사 코작 (1989년)
- 특공대작전 4 - 오리엔트 특급 작전 (1988년)
- 페이스레스 (1988년)
- 특공대작전 3 - V2 미사일 저지 작전 (1987년)
- 이상한 나라의 앨리스 (1985년)
- 캐논볼 2 (1984년)
- 무법의 국경선 (1980년) - 프랭크 쿠퍼 역
- 아테네 탈출 (1979년) - 제노 역
- 머펫 무비 (1979년)
- 포세이돈 어드벤쳐 2 (1979년)
- 카프리콘 프로젝트 (1978년)
- 불타는 추적 (1975년)
- 리사와 악마 (1973년)
- 홀만요새의 결투 (1972년)
- 판초 비야 (1972년)
- 지옥으로 불리는 마을 (1971년)
- 랜드 레이더스 (1970년)
- 켈리의 영웅들 (1970년) - 빅 조 역
- 맥켄나의 황금 (1969년)
- 007과 여왕 (1969년) - 언스트 스타브로 블로펠드 역
- 스캘프헌터스 (1968년)
- 애인 관계 (1968년)
- 추적자 (1968년)
- 0011 나폴레옹 솔로 - 가라데 킬러 (1967년)
- 더티더즌 (1967년) - 아처 J. 마곳 역
- 보 게스티 (1966년)
- 징기스칸 (1965년)
- 최고의 이야기 (1965년)
- 가는 실 (1965년)
- 발지 대전투 (1965년) - Sgt. 구피 역
- 버드맨 오브 알카트라즈 (1962년)
- 전투 (1962년)
- 케이프 피어 (1962년)
- 영 사베지스 (1961년)

### 텔레비전
- FBI (1965년)
- 첩보원 0011 (1964년)
- 도망자 (1963년)
- 추격 (1959년)
- 선셋 77번가 (1958년)
- 사랑의 유람선 (1977년)
- 코작 (1973년)